# Molophilus ministylus
Molophilus ministylus är en tvåvingeart som beskrevs av Günther Theischinger 1999. Molophilus ministylus ingår i släktet Molophilus och familjen småharkrankar. Inga underarter finns listade i Catalogue of Life.